# Hemiksem
Hemiksem es una localidad y municipio de la provincia de Amberes en Bélgica. Sus municipios vecinos son Aartselaar, Amberes, Kruibeke y Schelle. Tiene una superficie de 5,4 km² y una población en 2018 de 11.368 habitantes, siendo los habitantes en edad laboral el 61% de la población.

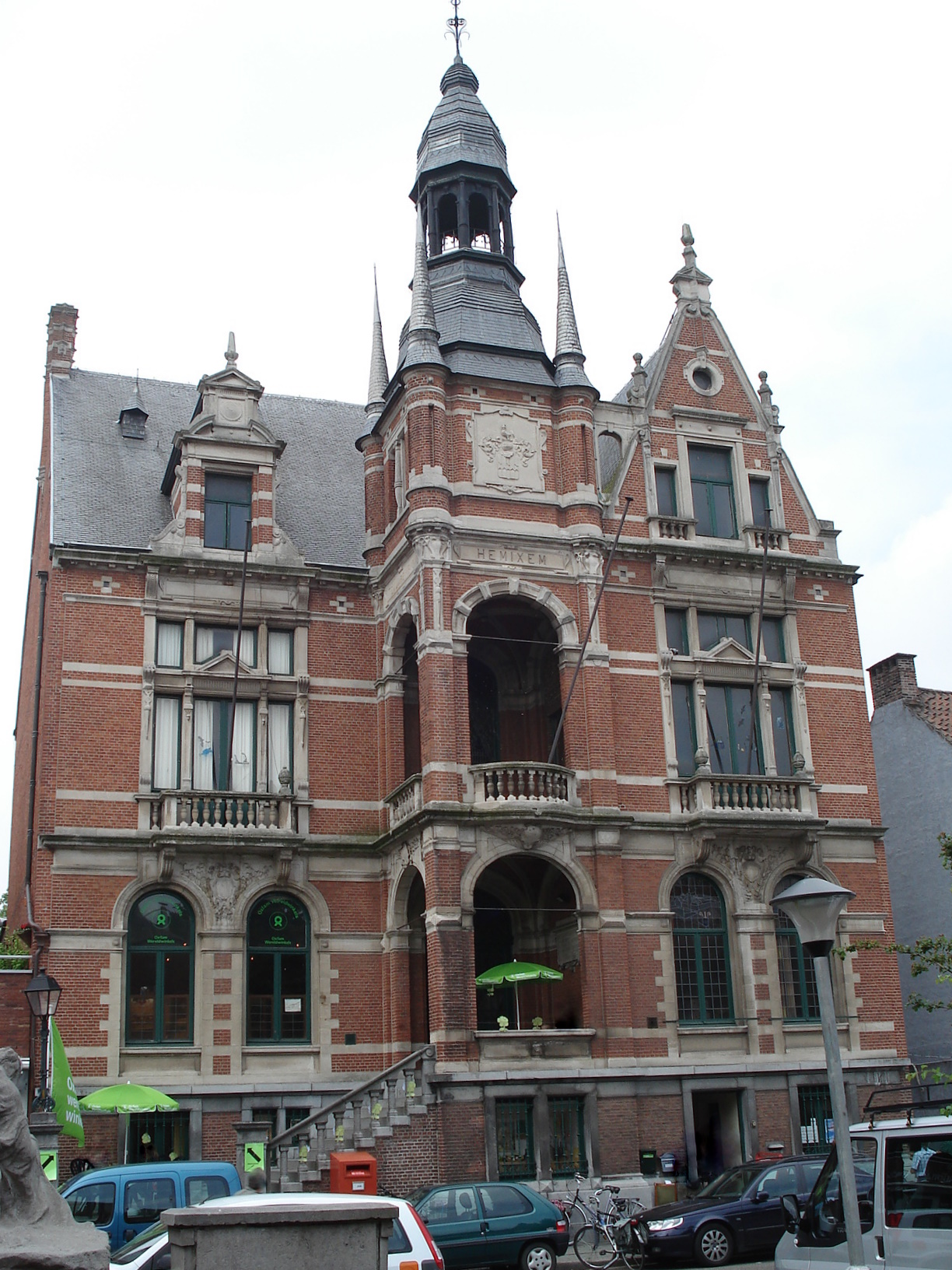
Antiguo ayuntamiento.

## Demografía

### Evolución
Todos los datos históricos relativos al actual municipio, el siguiente gráfico refleja su evolución demográfica, incluyendo municipios después de efectuada la fusión el 1 de enero de 1977.
| Gráfica de evolución demográfica de Hemiksem entre 1846 y 2020 |
|                                                                |

## Cultura
Es famosa en Flandes por su festival "Casa Blanca", que en su apogeo tuvo más de 80.000 visitantes durante tres días.
La vista más notable en Hemiksem es la abadía de San Bernardo del siglo XIII, que ahora alberga el ayuntamiento y la sede de la policía, después de haber sido objeto de extensas renovaciones en la última década.

## Personas notables de Hemiksem
- Jan Sanders van Hemessen, pintor del renacimiento.
- Julius van Nuffel, compositor.